# Phyllanthus savannicola
Phyllanthus savannicola är en emblikaväxtart som beskrevs av Karel Domin. Phyllanthus savannicola ingår i släktet Phyllanthus och familjen emblikaväxter.
Artens utbredningsområde är Queensland. Inga underarter finns listade i Catalogue of Life.